# 猪口拓
猪口 拓（いのぐち たく、1982年10月5日 - ）は、日本の元ラグビー選手。

## プロフィール
- 東京都出身。
- 慶應義塾中等部→慶應義塾高等学校→慶應義塾大学法学部政治学科[1]
- ポジションはフッカー(HO)。
- 血液型はO型である。
- 日本代表キャップは7。
- ニックネームはタク。

## 略歴
- 1998年~2001年:慶應義塾高等学校
- 2001年~2005年:慶應義塾大学 慶應義塾體育會蹴球部第105代主将を務めた。
- 2005年~2015年:東芝ブレイブルーパス
- 2015年:東芝ブレイブルーパスの採用担当